# Ares V
L'Ares V (antigament conegut com a Vehicle de llançament de càrrega, o CaLV) era el vehicle de llançament de càrrega desenvolupat per la NASA en el marc del Projecte Constellation, cancel·lat el 2011. L'Ares V havia d'encarregar-se de llançar el vehicle de sortida de la Terra així com el Mòdul d'accés a la superfície lunar (LSAM). L'Ares V havia de ser un complement per a l'Ares I, que està dissenyat per a posar en òrbita la tripulació de la missió.
L'Ares V hauria estat capaç de transportar 130 tones mètriques a l'òrbita baixa de la Terra i 65 tones a la Lluna.
Ares V i I estan anomenats com el déu grec de la guerra. Els numerals I i V són un homenatge als seus predecessors, els coets Saturn I i V.